# Jan Bandurski

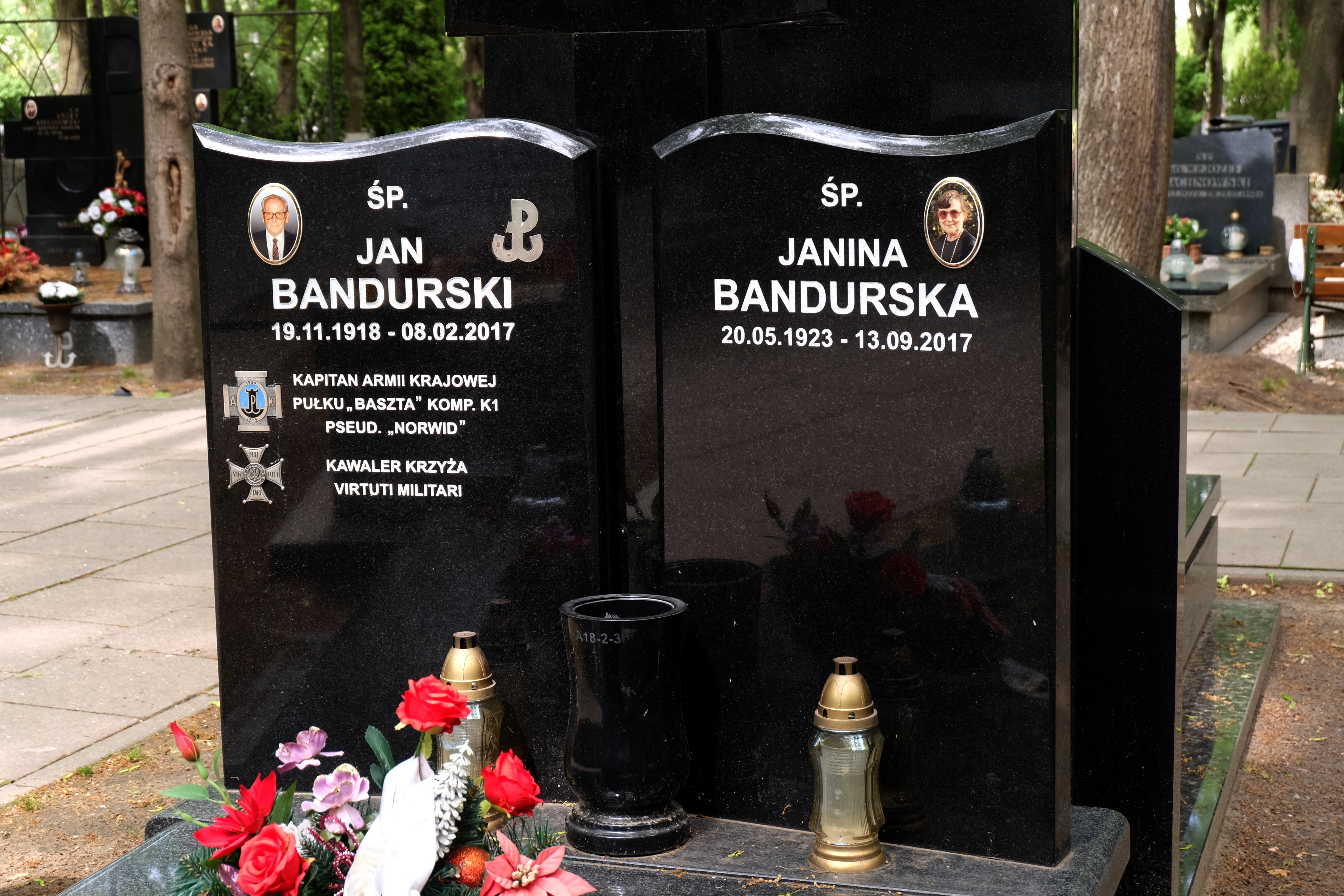
Grób Jana Bandurskiego na Cmentarzu Wojskowym na Powązkach w Warszawie

Jan Bandurski (ur. 19 listopada 1918 w Wólce Kosowskiej, zm. 8 lutego 2017) – kapitan Wojska Polskiego, żołnierz Armii Krajowej, uczestnik powstania warszawskiego, kawaler Orderu Virtuti Militari.

## Życiorys
Absolwent Szkoły Zawodowej Konarskiego na Lesznie w Warszawie w 1936. Po ukończeniu szkoły zatrudniony w Państwowych Zakładach Lotniczych na Okęciu do 4 września 1939. Ukończył kurs szybowcowy na Politechnice Warszawskiej i kurs na szybowcową kategorię „A” w Miłosnej pod Warszawą. Następnie ukończył kurs na kategorię „B” na Sokolej Górze koło Krzemieńca. W Masłowie k. Kielc ukończył kurs samolotowy. Po wybuchu II wojny światowej wstąpił w kwietniu 1940 do Związku Walki Zbrojnej/Armii Krajowej. Ukończył półroczny kurs podoficerski. Brał udział w powstaniu warszawskim w II plutonie kompanii K-1 batalionu „Karpaty” pułku „Baszta”. Zmarł 8 lutego 2017 mając 98 lat. Jest pochowany na Cmentarzu Wojskowym na Powązkach w Warszawie w kwaterze 18A-2-30.

## Ordery i odznaczenia
- Order Virtuti Militari[2]
- Krzyż Walecznych[2]
- Warszawski Krzyż Powstańczy[2]
- Krzyż Armii Krajowej[2]

## Upamiętnienie
Jego imieniem została nazwana ulica w Wólce Kosowskiej